# ۱۳۹۰ (میلادی)
۱۳۹۰ (میلادی) هزارو سیصد و نودمین سال تقویم میلادی است.

## زادگان
== 
رگذشتگان ==
‎